# Mevinphos
Mevinphos ist ein Wirkstoff für Pflanzenschutzmittel, es ist eine chemische Verbindung aus der Gruppe der Organophosphate bzw. Phosphorsäureester.

## Gewinnung und Darstellung
Mevinphos kann durch Perkow-Reaktion von Trimethylphosphit mit Methyl-2-chloracetoacetat gewonnen werden.

## Eigenschaften
Mevinphos ist eine in Reinform farblose, als technisches Produkt hellgelbe bis orange, nur sehr schwer entzündliche Flüssigkeit mit schwachem Geruch, die mischbar mit Wasser ist. Das technische Produkt besteht zu ca. 60 % aus dem cis-Isomer. Es ist im neutralen und sauren Milieu weitgehend stabil, hydrolysiert jedoch rasch unter alkalischen Bedingungen.

## Verwendung
Mevinphos wurde früher als Insektizid und Akarizid verwendet. Es wirkt durch Hemmung der Cholinesterase.

## Zulassung
Die Substanz wurde 2002 nicht in die Liste der in der Europäischen Union zugelassenen Pflanzenschutzwirkstoffe aufgenommen. In den Staaten der EU und in der Schweiz sind keine Pflanzenschutzmittel mit diesem Wirkstoff zugelassen.